# Parafia Narodzenia Przenajświętszej Bogurodzicy w Rozdzielu
Parafia Narodzenia Przenajświętszej Bogurodzicy w Rozdzielu – parafia greckokatolicka w Rozdzielu, w dekanacie krakowsko-gorlickim archieparchii przemysko-warszawskiej. Założona w 1984.